# Voleibol de praia na Universíada de Verão de 2025
O voleibol de praia na Universíada de Verão de 2025 foi disputado no Parque esportivo (Sportpark Duisburg), em Duisburgo, na Alemanha, entre 21 e 26 de julho de 2025.

## Calendário
| Voleibol de praia | Julho | Julho | Julho | Julho | Julho | Julho | Julho | Julho | Julho | Julho | Julho | Julho | Eventos |
| Voleibol de praia | 16    | 17    | 18    | 19    | 20    | 21    | 22    | 23    | 24    | 25    | 26    | 27    | Eventos |
| ----------------- | ----- | ----- | ----- | ----- | ----- | ----- | ----- | ----- | ----- | ----- | ----- | ----- | ------- |
|                   |       |       |       |       |       |       |       |       |       |       | 2     |       | 2       |

|  | Dia de competição |  | Dia de final |

## Medalhistas
| Evento    | Ouro                                         | Prata                                               | Bronze                                           |
| --------- | -------------------------------------------- | --------------------------------------------------- | ------------------------------------------------ |
| Masculino | GER Alemanha Phlipp Huster Maximilian Just   | NED Países Baixos Quinten Groenewold Tom Sonneville | FRA França Elouan Chouikh-Barbez Joadel Gardoque |
| Feminino  | SUI Suíça Menia Bentele Annique Niederhauser | NED Países Baixos Nigella Negenman Floor Hogenhout  | USA Estados Unidos Alexis Durish Audrey Koenig   |

## Quadro de Medalhas
| Atualizado em 22h 25min de 31 de julho de 2025 (UTC) | v d e |

| Ordem | País               | Medalha de ouro | Medalha de prata | Medalha de bronze |   |
| ----- | ------------------ | --------------- | ---------------- | ----------------- | - |
| 1     | GER Alemanha       | 1               |                  |                   | 1 |
| 1     | SUI Suíça          | 1               |                  |                   | 1 |
| 3     | NED Países Baixos  |                 | 2                |                   | 2 |
| 4     | FRA França         |                 |                  | 1                 | 1 |
| 4     | USA Estados Unidos |                 |                  | 1                 | 1 |